# Villa Eduard-Bilz-Straße 36 (Radebeul)
Die Villa Eduard-Bilz-Straße 36 ist eine Villa im Stadtteil Oberlößnitz der sächsischen Stadt Radebeul. Sie lag in der ursprünglichen Sophienstraße, die von den Gebrüdern Ziller auf eigene Kosten ausgebaut wurde und die heute den mittleren Teil der Eduard-Bilz-Straße bildet. Die Villa wurde von ihnen 1886 auf einem eigenen Bauplatz auf eigene Kosten errichtet. Um das Jahr 1898 wohnte dort die Schriftstellerin Hedwig von Schreibershofen.

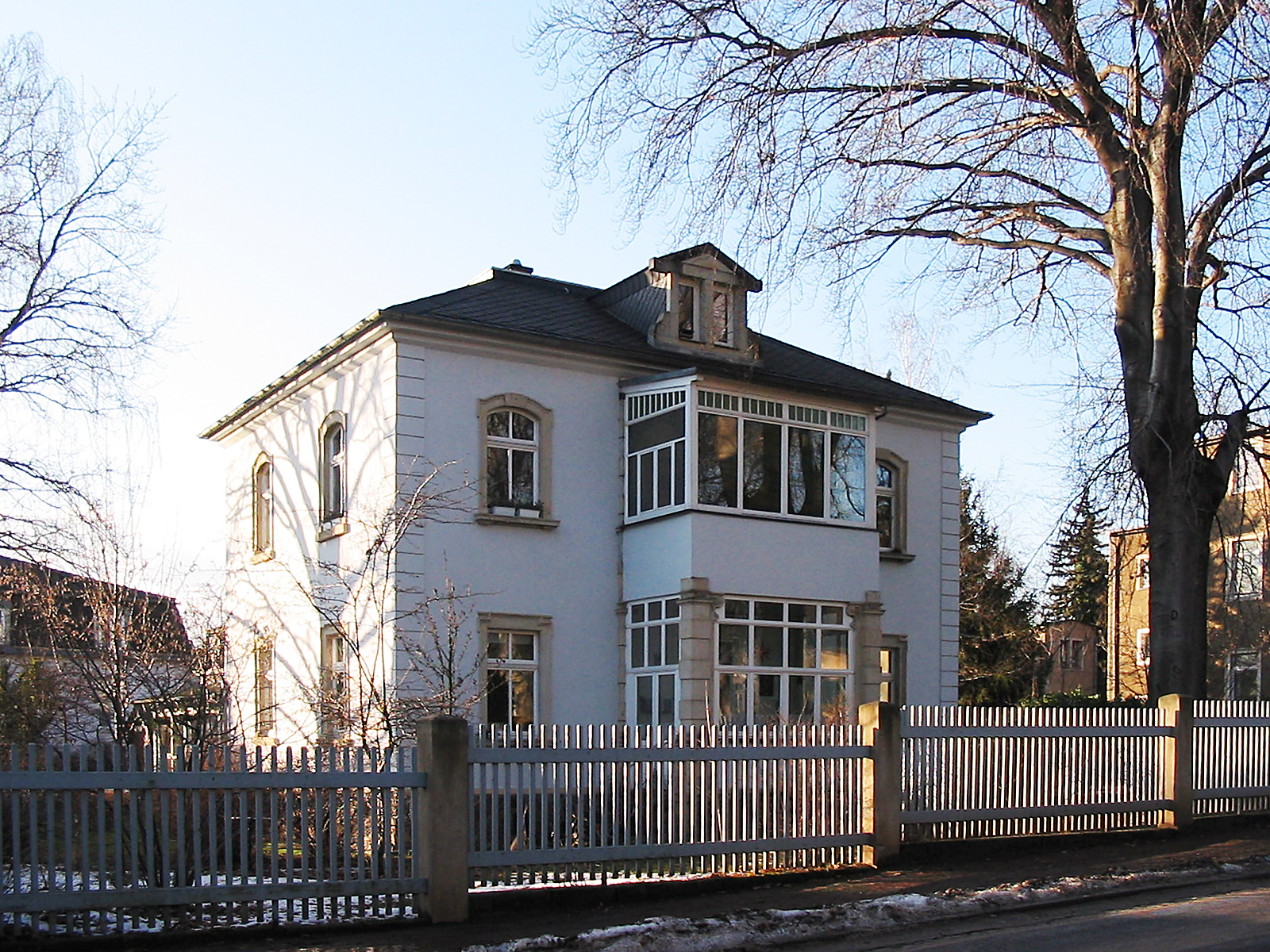
Villa Eduard-Bilz-Straße 36

## Beschreibung

Haus Thieme (um 1900). Links davon die Rückseite der Eduard-Bilz-Straße 36

Die zweigeschossige, unter Denkmalschutz stehende Villa hat einen rückwärtig angebauten Wirtschaftsflügel mit Flachdach sowie niedrigeren Geschosshöhen.
Die Villa selbst steht auf einem Bruchsteinsockel und hat ein flaches, abgeplattetes Walmdach. In der symmetrischen Straßenansicht steht heute eine zweigeschossige Veranda, anstelle der ursprünglichen Terrasse mit Balkon. Darüber befindet sich im Dach die für Zillervillen dieses Typs typische Dachgaube.
Die Fassaden sind verputzt, an den Gebäudekanten durch genutete Ecklisenen gefasst, die Fenster sind von Sandsteingewänden umgeben. In der Veranda befindet sich eine denkmalgeschützte Jugendstil-Verglasung.